# Pseudanthracia
Pseudanthracia là một chi bướm đêm thuộc họ Erebidae.

## Loài
- Pseudanthracia coracias Guenée, 1852